# イェンナースドルフ
イェンナースドルフ（ドイツ語: Jennersdorf、ドイツ語発音: [ˈjɛnɐsˌdɔʁf] ( 音声ファイル)）は、オーストリアのブルゲンラント州にある町。イェンナースドルフ郡の郡都である。
ハンガリー語名はジャナファルヴァ (Gyanafalva) 、スロベニア語名はジェナヴツィ (Ženavci) という。